# أبو الهول التوأمي
أبو الهول التوأمي (الاسم العلمي: Sphinx geminus) هو نوع من الحشرات يتبع جنس أبو الهول من فصيلة عثث أبو الهول.